# Хортицький замок

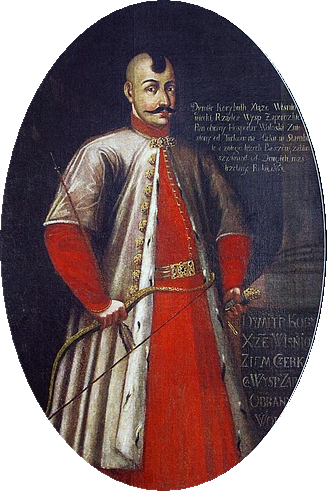
Дмитро Вишневецький

Хортицький замок — укріплення (замок) збудоване на острові Мала Хортиця в 1556 році князем Дмитром Вишневецьким. Зруйнований у 1557 році татарами. Частина істориків трактує це укріплення як першу Запорозьку Січ, втім більшість вітчизняних істориків відкидають подібне не підтверджене джерелами трактування. В будь-якому випадку, незважаючи на короткий час свого існування, Хортицький замок відіграв помітну роль в розвитку українського козацтва.

## Історія

Замок-фортеця на острові Мала Хортиця, реконструкція

Ще в перші десятиліття XVI століття прикордонні старости та козацькі провідники пропонували (але безрезультатно) королям польсько-литовської держави заснувати фортецю на Дніпровому Низу, яка мала б перешкоджати татарським нападам на Україну.
В 1556 році український князь, староста канівський та черкаський Дмитро Вишневецький спорудив на острові Мала Хортиця замок в якому постійно перебувало 300 чоловік залоги. Залогу Хортицького замку складали козаки, бояри, служебники та інший військовий люд.
Закріпившись на Хортиці, Вишневецький знову визнав себе за підданого польсько-литовського короля, а сам став його шантажувати, що перейде в підданство московського царя, якщо до нього на Хортицю не будуть прислані гармати. Проте король відмовив, і в 1557 році Вишневецький знову перейшов у московське підданство, з благословення Івана Грозного скоюючи зухвалі напади на Кримське ханство. Він здійснив успішні походи на османські фортеці в пониззі Дніпра: Іслам-Кермен (звідки перевезли на Хортицю захоплені гармати), Тягиню, Очаків. У відповідь на це у січні 1557 року кримський хан Девлет-Гірей з ордою упродовж 24 днів безуспішно намагався взяти хортицький замок і протримав його в облозі 24 дні. «„Цар кримський з усіма людьми кримськими підступив під моє місто на Хортицький острів і приступом брав 24 дні. Божим милосердям… відбився і побив у царя багатьох найкращих і пішов цар від мене з великим соромом“».
Влітку того ж року хан з османськими і молдовськими військами вдруге взяв в облогу Малу Хортицю. Султанські галери зупинилися біля самого острова. Вишневецькому і козакам довелося тримати жорстоку облогу. Однак сили були нерівні, до того ж вичерпалися припаси. Козаки почали розбігатися, тому довелося відступити. Князь повідомляв Івану Грозному, що «з Дніпра, з Хортицького острова пішов тому, що харчів не стало і козаки розійшлися».
Гадають, що наступного року, вже перейшовши на службу до московського царя Івана IV і повернувшись на Запорожжя, Вишневецький відновив замок на Хортиці.

## Проблема першої Січі
До сьогодні в джерелах не виявлено жодних прямих свідчень щодо ототожнення Хортицького замку Дмитра Вишневецького з першою Запорозькою Січчю, хоча деякі дослідники пишуть, що на Хортиці були нібито січові укріплення. Однак якщо бути точним, то документальні матеріали фіксують тут у середині 50-х років XVI століття не «січ», а «городок» або «замок». Також гіпотетично припускають, що «саме сюди стягувались козаки» перед походами та коли поверталися з них. Але знову ж, як свідчать дослідження Ш. Лемерес'є-Келькеже, засновані на оттоманських архівах, у війську Д. Вишневецького навіть «козаки» майже не згадуються крім фрагмента військових дій поблизу Азова, не кажучи вже про «січовиків». Натомість воїни «Дмитрашки» найчастіше іменуються «руськими» або «невірними». Хоча ті самі джерела в інших випадках неодноразово згадують «польських», «московських» і «руських» «козаків».
Крім того, зазначимо також, що жодне з відомих нині джерел у середині 50-х рр. XVI ст. не лише прямо не згадує «Січ», а й не дає можливості помітити на Хортиці ані коша, ані кошових отаманів, ані традицій демократичного вибору останніх. Натомість же Дмитро Вишневецький у документах охарактеризований як одноособовий володар, а не обраний січовиками поводир. Та й сам польський король Сигізмунд II Август в одному зі своїх листів до Д. Вишневецького (який Д. Яворницький датував весною — літом 1557 р.) підкреслював ще й антикозацьку спрямованість збудованого замку: «Для удержання лихих людей — шкодников… не допуская козаков ділать зацепок чабанам й шкодить улусам турецького царя».
Замок на Малій Хортиці, проіснувавши близько року, не залишив і сліду, а по-справжньому перша Січ виникла на острові Томаківка через майже два десятиріччя.
Фортеця Вишневецького зовні напевно відрізнялася від відомих пізніше архітектурних комплексів, козацьких твердинь на Дніпрі. До складу гарнізону входили, крім козаків, представники військовослужбової людності — бояри, слуги, драби. Разом з тим, проживання єдиною громадою у специфічних умовах південного порубіжжя сприяло зародженню своєрідної військово-політичної організації запорозького товариства, її моделі. Як слушно зауважив М. Ф. Владимирський-Буданов, Хортицька фортеця стала гніздом «низовой вольницы, которая послужила потом зерном будущей Сечи». Цілком прийнятним є також твердження М. С. Грушевського, який у статті, присвяченій історичним заслугам Дмитра Вишневецького, назвав князя «духовним батьком огнища нової української плебейської республіки». Любомир Винар вважає замок на Хортицькому острові «першим прототипом козацької Січі, в якій розвивалося військове й господарське життя запорожців». Звідси логічним є висновок, що Хортицький замок став своєрідним прототипом козацького укріплення, яке, утвердившись на острові Томаківка в 60—70-х роках XVI століття, дістало назву Запорозької Січі.
Незважаючи на досить короткий час існування (1556—1557), Хортицька фортеця справила помітний вплив на еволюцію українського козацтва, зростання його лав. У листі до козаків від 20 листопада 1568 р. Сигізмунд II Август вперше звернувся до них як до окремої групи української людності, що «з замков и мест наших Украйных, без розказаня и ведомости нашей господарской и старост наших Украйных, зъехавши на низу, на Днепре, в полю и на иных входах перемешкивают: Маем того ведомость, иж вы, на местцах помежных, у входах розных свавольне живучи, подданых царя турецкого, чабанов и татаров царя перекопского, на улусы и кочовища их находечи, великие шкоды и лупезтва им чините, а тым границы панств наших от неприятеля в небеспеченство приводите».